# Fernando Miele
Francisco Fernando Miele (8 de enero de 1948) es un empresario, conocido por haber sido presidente del Club Atlético San Lorenzo de Almagro entre los años 1986 y 2001. Durante su gestión se construyó el estadio Pedro Bidegain y en cuanto a lo deportivo el club logró el Torneo Clausura 1995. Ganó las elecciones azulgranas en 1986, 1989, 1992, 1995 y 1998. 

## Polémica
En el año 2000 intentó vender los derechos de imagen de San Lorenzo a la extinta empresa suiza International Sport and Leisure (ISL), lo que generó una fuerte reacción negativa en la comunidad azulgrana. Las acciones de Miele provocaron la famosa movilización del 30 de noviembre del 2000, en la cual cientos de simpatizantes del club marcharon en contra del contrato, fueron fuertemente reprimidos por la policía y lograron evitar la firma. ISL quebró pocos meses después en medio de un escándalo por corrupción. De estos hechos nació el Día del Hincha de San Lorenzo, que se celebra todos los 30 de noviembre.

## Derrota en 2001
Tras lo ocurrido, en las elecciones del año 2001 Miele fue derrotado por la fórmula Alberto Guil-Rafael Savino, quedando en segundo lugar. De esta manera se interrumpieron sus casi 15 años al mando de la institución. Ya fuera de la presidencia fue procesado por fraude en la recaudación de la final de la Copa Mercosur ante Flamengo, fue expulsado como socio del club y se le prohibió volver a postularse, medida a la que apeló pero no pudo revertir.
En 2004, 2007 y 2010 colaboró ideológicamente con las campañas de la lista Grandeza Azulgrana comandadas por Julio Lopardo y Roberto Edi. En las tres elecciones la lista tuvo duras derrotas.

## Palmarés
- Torneo Clausura (1995)